# Phobia
Phobia és una pel·lícula de thriller de terror canadenca del 1980 dirigida per John Huston i protagonitzada per Paul Michael Glaser.

## Argument
El psiquiatra Dr. Peter Ross (Glaser) M.D., utilitza tècniques radicals amb els seus pacients per curar-los de les seves diverses fòbies. Es terroritza quan algú comença a assassinar els subjectes d'un en un.

## Repartiment
- Paul Michael Glaser - Dr. Peter Ross
- Susan Hogan - Jenny St. Clair
- John Colicos - Inspector Larry Barnes
- David Bolt - Henry Owen
- Patricia Collins - Dr. Alice Toland
- David Eisner - Johnny Venuti
- Lisa Langlois - Laura Adams
- Alexandra Stewart - Barbara Grey
- Robert O'Ree - Bubba King
- Neil Vipond - Dr. Clegg
- Marian Waldman - Mrs. Casey
- Kenneth Welsh - Sgt Joe Wheeler

## Recepció
El crític cinematogràfic de Los Angeles Times Kevin Thomas va descriure Phobia com "la pitjor pel·lícula mai dirigida per un guanyador de l'American Film Institute's Life Achievement Award."